# Comastoma polycladum
Comastoma polycladum là một loài thực vật có hoa trong họ Long đởm. Loài này được (Diels & Gilg) T.N.Ho mô tả khoa học đầu tiên năm 1982.